# N-benzoil-4-idrossiantranilato 4-O-metiltransferasi
La N-benzoil-4-idrossiantranilato 4-O-metiltransferasi è un enzima appartenente alla classe delle transferasi, che catalizza la seguente reazione:
S-adenosil-L-metionina + N-benzoil-4-idrossiantranilato ⇄ S-adenosil-L-omocisteina + N-benzoil-4-metossiantranilato
L'enzima è coinvolto nella biosintesi delle fitoalexine.